# باول جونز (لاعب كرة قدم أمريكية)
باول جونز (بالإنجليزية: Paul Jones)‏ هو لاعب كرة قدم أمريكية أمريكي، ولد في 17 مايو 1992 في بيتسبرغ في الولايات المتحدة.